# 多纳塔斯·莫泰尤纳斯
多纳塔斯·莫泰尤纳斯（1990年9月20日—），立陶宛职业篮球运动员，身高2米13，可以胜任大前锋和中鋒两个位置。
莫泰尤纳斯出生于考纳斯，2007年开始职业篮球生涯，2008年获得欧洲18岁以下篮球锦标赛最佳球员称号。莫泰尤纳斯参加了2011年NBA选秀並以第20順位被明尼苏达森林狼選中，隨後交易至侯斯頓火箭隊。

## 歐洲賽生涯
莫泰尤纳斯在沙邦尼斯籃球學校青年隊出道，其後跟隨波羅的海聯賽的卡奥拿斯隊第一次打職業賽，處女戰上陣22分鐘，得到15分。
他協助卡奥拿斯隊在贏得波羅的海聯賽冠軍、立陶宛聯賽冠軍和立陶宛盃冠軍，場均5.6分。
2008年，莫提尤納斯加盟艾塞考納斯隊，該賽季他場均19.9分和7.0籃板。
2009年8月，莫提尤納斯加盟意大利聯賽的特雷维索贝纳通。2011年，莫提尤納斯贏得歐洲盃的Rising Star獎。
2011年9月，莫提尤納斯加盟波蘭聯賽的艾斯高普干，協助球隊完成波蘭聯賽九連霸大業。

## NBA生涯

### 休士頓火箭 (2012-2016)
莫提尤納斯在2011年NBA選秀被明尼蘇達木狼在首輪第二十順位選中，隨後立即被交易到休士頓火箭。由於2011年NBA停擺，莫提尤納斯選擇再在歐洲待一年，而沒有立即簽約火箭。
2012年7月6日，莫提尤納斯與火箭簽下一紙四年超過四百萬的合同。
在休士頓火箭跟進布魯克林籃網後拒絕接受體檢的Donatas Motiejunas，先前傳出與火箭談成新合約的消息，但在接受體檢後火箭又決定不與他簽約，讓他在今天(16日)成為非受限自由球員。
火箭並未說明為何體檢結束後決定不與Motiejunas簽約，總經理Daryl Morey僅表示與Motiejunas本人、他的經紀人B.J. Armstrong與聯盟官方多次討論後，做出這樣的決定。
Morey也在球隊發佈的聲明中表示：「Donatas在火箭的這4個球季都展現出他非常專業，我們祝他未來一帆風順，也感謝他在球場上以及在地方上的貢獻。」
原本是受限自由球員的Motiejunas，在本月稍早前接受布魯克林籃網的4年3700萬美元（約12億新台幣）報價，但火箭按規則跟進報價後，Motiejunas拒絕接受火箭的體檢。
2天後，火箭與Motiejunas達成新的合約協議，準備要改簽4年3100萬美元合約，但這次Motiejunas體檢結束後，輪到火箭決定不簽約。取消報價後，Motiejunas將成為非受限自由球員，可以與任何球隊簽約，但依照規定，1年內他不得再與籃網簽約。

### 紐奧良鵜鶘(2017)
美國時間1月3號，Motiejunas確定與鵜鶘簽下1年105萬美元的合同。

### 山東金星(2017-2018)
在2017年8月9日，莫提尤納斯與中國男子籃球聯賽山東金星簽下了一年300万美元的合同。

### 聖安東尼奧馬刺(2019)
2019年4月4日，莫提尤納斯與聖安東尼奧馬刺簽下剩餘賽季的合約，重返NBA。

### NBA數據

#### Regular season
| 賽季    | 球隊       | GP  | GS  | MPG  | FG%  | 3P%  | FT%  | RPG | APG | SPG | BPG | PPG  |
| ------- | ---------- | --- | --- | ---- | ---- | ---- | ---- | --- | --- | --- | --- | ---- |
| 2012–13 | 休士頓火箭 | 44  | 14  | 12.2 | .455 | .289 | .627 | 2.1 | .7  | .2  | .2  | 5.7  |
| 2013–14 | 休士頓火箭 | 62  | 3   | 15.4 | .443 | .250 | .604 | 3.6 | .5  | .3  | .3  | 5.5  |
| 2014–15 | 休士頓火箭 | 71  | 62  | 28.7 | .504 | .368 | .602 | 5.9 | 1.8 | .8  | .5  | 12.0 |
| 2015–16 | 休士頓火箭 | 37  | 22  | 14.8 | .439 | .281 | .642 | 2.9 | 1.1 | .5  | .1  | 6.2  |
| 2016–17 | 紐奧良鵜鶘 | 34  | 0   | 14.1 | .413 | .234 | .510 | 3.0 | 1.0 | .5  | .3  | 4.4  |
| 生涯    | 生涯       | 248 | 101 | 18.4 | .469 | .300 | .600 | 3.8 | 1.1 | .5  | .3  | 7.4  |

#### Playoffs
| 賽季 | 球隊       | GP | GS | MPG  | FG%   | 3P%  | FT%   | RPG | APG | SPG | BPG | PPG |
| ---- | ---------- | -- | -- | ---- | ----- | ---- | ----- | --- | --- | --- | --- | --- |
| 2013 | 休士頓火箭 | 1  | 0  | 5.0  | 1.000 | .000 | 1.000 | 1.0 | .0  | .0  | .0  | 5.0 |
| 2016 | 休士頓火箭 | 5  | 4  | 19.6 | .432  | .444 | .471  | 5.2 | 1.0 | .8  | .4  | 8.8 |
| 生涯 | 生涯       | 6  | 4  | 17.2 | .462  | .444 | .500  | 4.5 | .8  | .7  | .3  | 8.2 |

## 個人生活
莫泰尤納斯在胸口紋了一個抓著籃球的鷹，他解釋道：「我很喜歡鷹的態度，當鷹抓著獵物後，他們永遠都不會讓他們逃跑，堅持到底。」